# Nyang Qu (Nyingchi)
Der Nyang Qu, auch Nyangchu oder Nyangqu (tib. ཉང་ཆུ། nyang chu, chinesisch 尼洋河, Pinyin Níyáng Hé u. a.), ist ein Nebenfluss des Yarlung Zangbo (Brahmaputra) im Südosten des Autonomen Gebiets Tibet der Volksrepublik China.
Er hat zwei Quellflüsse, beide entspringen im Nyainqêntanglha (Nyenchen Thanglha), nach dem Zusammenfluss fließt er in südöstlicher Richtung durch den Kreis Gongbo'gyamda und den Stadtbezirk Bayi, dann südwärts und mündet in den Yarlung Zangbo (Brahmaputra). Er hat eine Länge von 286 km und ein Einzugsgebiet von 17.500 Quadratkilometern. Sein Einzugsgebiet ist sehr waldreich.